# Bleckede
Bleckede est une ville allemande située dans le Land de Basse-Saxe dans l'arrondissement de Lunebourg.